# Grammar school

Une grammar school est, dans les pays anglophones, un établissement d'enseignement secondaire ou, plus rarement, d'enseignement primaire. Les origines des grammar schools remontent à l'Europe médiévale.

## Origines

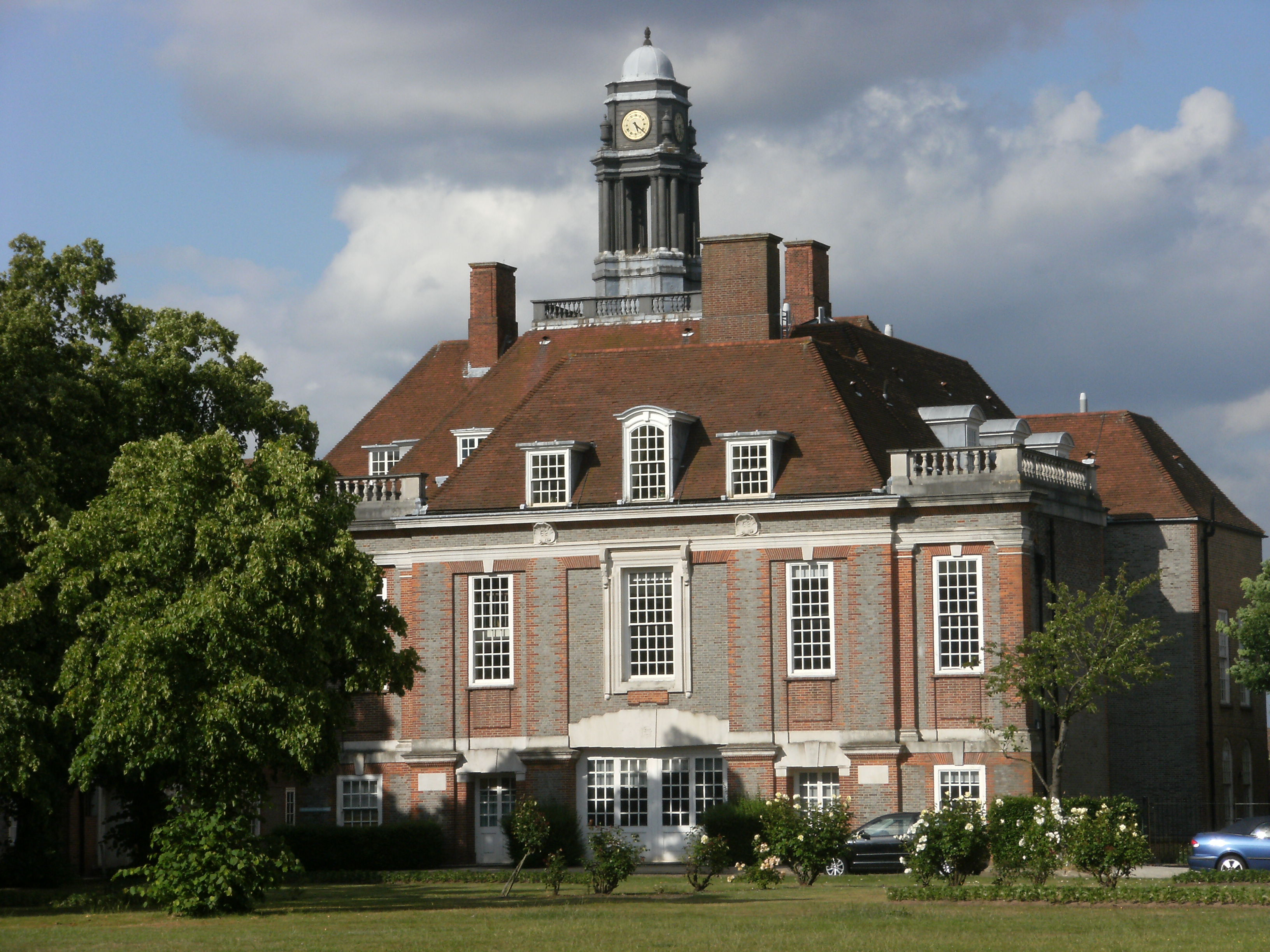
Henrietta Barnett School est un lycée pour jeunes filles.

Le but premier des grammar schools (littéralement « écoles de grammaire ») était d'enseigner la grammaire latine aux jeunes gens qui les fréquentaient. Le cursus devait plus tard inclure d'autres langues, telles que le grec ancien, le français, l'anglais et les autres langues européennes, ainsi que les sciences naturelles, les mathématiques, l'histoire, la géographie, etc. Ces écoles, et l'enseignement qu'elles dispensaient, étaient extrêmement respectées.

## Grammar schoolsen Europe

### Royaume-Uni

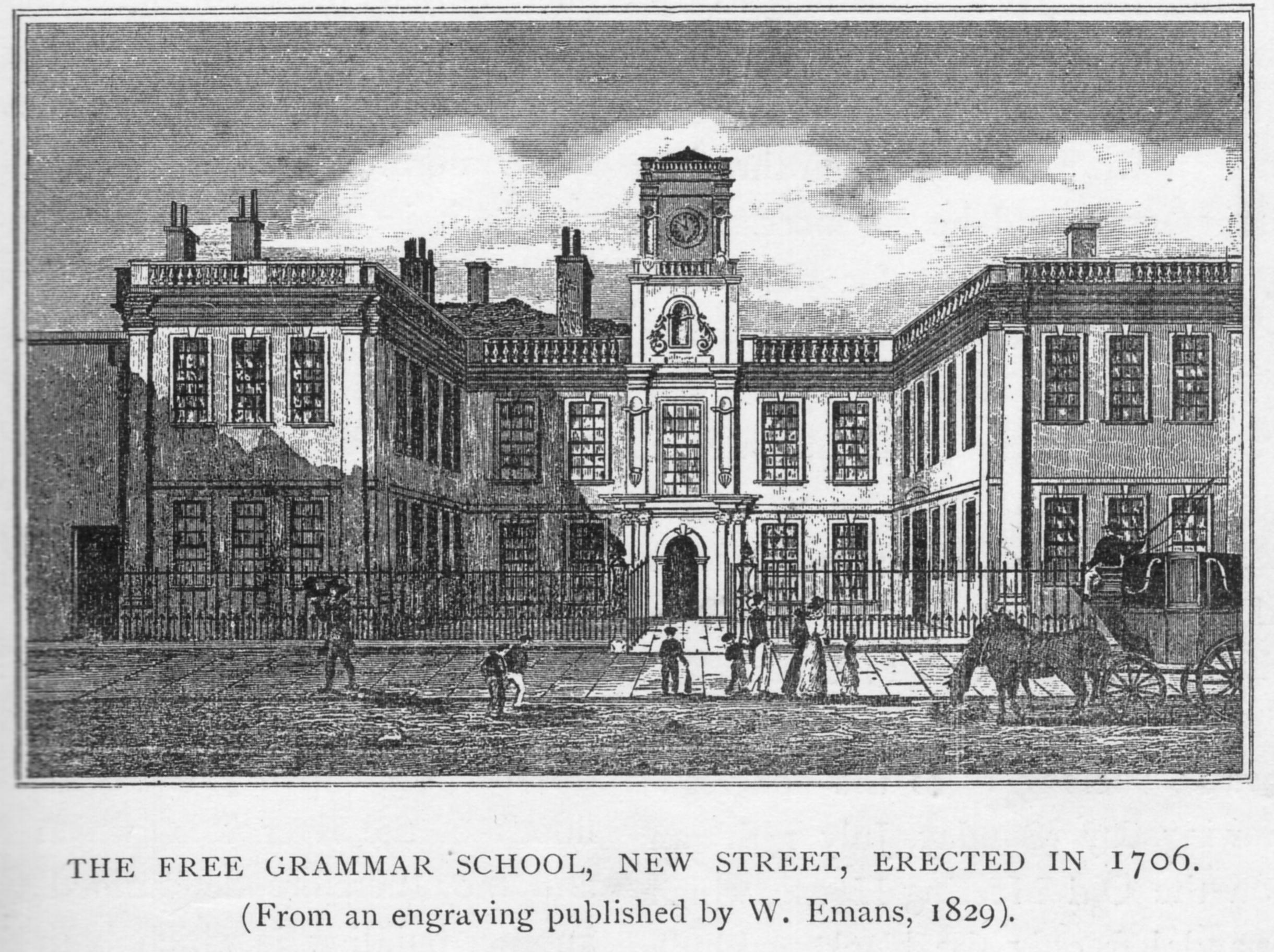
La grammar school de Birmingham à sa création en 1706 (gravure de 1829).

À la fin du Moyen Âge, la lecture et l'écriture étaient enseignées dans les écoles de latin. Le roi Édouard VI réorganisa ces écoles en Angleterre, et en créa de nouvelles, afin de constituer un système national de free grammar schools, en théorie ouvertes à tous et devant offrir un enseignement gratuit à ceux qui ne pouvaient payer de frais d'inscription. Toutefois, la grande majorité des enfants issus de familles pauvres ne bénéficia pas de cette réforme, en raison de la nécessité économique du travail de ces enfants pour leurs familles.
À la fin de l'époque victorienne, les grammar schools furent remaniées et le cursus modernisé, bien que l'enseignement du latin fût maintenu.
Le système tripartite fut instauré en Angleterre et au Pays-de-Galles par la Loi sur l'Éducation de 1944 et, en Irlande du Nord, par la Loi sur l'Éducation de 1947. Ces lois redéfinirent le rôle des grammar schools en tant que lieux d'éducation réservés aux élèves les plus doués, un examen d'entrée sélectionnant les candidats à l'inscription (il s'agissait à l'origine du Scholarship exam, plus tard remplacé par un Grading test puis par le 11+ exam à la fin de l'enseignement primaire). Les enfants échouant à la sélection s'inscrivaient dans les Secondary Technical Schools et les Secondary Modern Schools, collèges d'enseignement technique. Ce système entraîna un important débat sur l'élitisme dans l'enseignement durant les années d'après-guerre. Les détracteurs du système l'accusaient d'être trop élitiste, et ses défenseurs estimaient que les grammar schools permettaient aux élèves de recevoir une bonne éducation selon leur mérite, plutôt que selon le niveau de revenu de leurs parents.

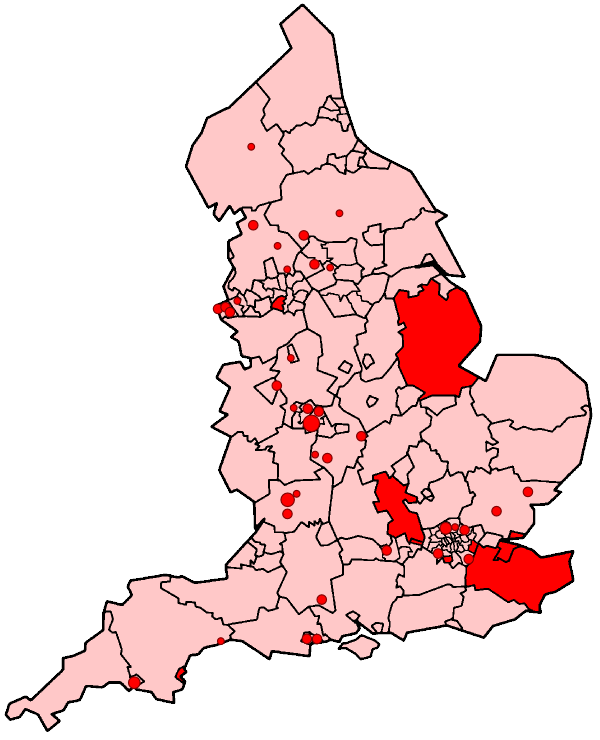
Répartition des grammar schools en Angleterre (1998).

Vers le milieu des années 1960, le gouvernement travailliste de l'époque voulut restreindre, puis supprimer, les grammar schools, en créant les comprehensive schools, publiques et placées sous la responsabilité des collectivités locales. À la suite de cette réforme, certaines grammar schools devinrent entièrement indépendantes, faisant payer leur enseignement, tout en conservant « grammar school » dans leur nom. Toutefois, la majorité de ces écoles resta dans le giron de l'État ; les examens d'entrée, toujours en vigueur aujourd'hui, se tiennent au niveau local.
L'examen de sélection, 11 plus selection exam, est aujourd'hui aboli au Royaume-Uni. Cependant, des examens, basés sur le volontariat, sont toujours en vigueur dans les régions où des grammar schools publiques existent encore.[réf. nécessaire] C'est principalement le cas pour l'Irlande du Nord, le Devon, le Dorset, le Kent, le Buckinghamshire, l'Essex, Birmingham, Trafford, le Wiltshire et le North Yorkshire, ainsi que pour Calderdale, Kirklees, Wirral, le Warwickshire, le Gloucestershire, le Lincolnshire, et certains faubourgs de Londres (Bexley, Kingston upon Thames et Redbridge). Ces écoles acceptent en général 10 à 25 % des élèves de leurs zones de recrutement géographique ; l'histoire de certaines de ces écoles remonte jusqu'au XVIe siècle.

### République d'Irlande
L'éducation, en Irlande, a été largement organisée en fonction de la religion. Les grammar schools, identiques à celles du Royaume-Uni, étaient destinées aux membres de l'Église d'Irlande, jusqu'à la disparition de celle-ci en 1871. Certaines grammar schools privées restent largement à dominance protestante ; il s'agit alors d'internats payants, en raison de la dispersion de la population protestante en Irlande. Les établissements dans ce cas sont situés à Bandon,, Drogheda,, Dundalk et Sligo.
Les autres grammar schools font partie des nombreuses écoles payantes absorbées par les établissements d'enseignement public instaurés depuis la création d'un enseignement secondaire obligatoire par Donogh O'Malley en septembre 1967. C'est entre autres le cas de la Cork Grammar School, qui a fusionné avec Rochelle School pour devenir Ashton Comprehensive School.

## Dans leCommonwealth

### Canada
En Ontario, jusqu'en 1871, une grammar school était une école secondaire ou high school, dans le Haut-Canada, le Québec protestant et les provinces Maritimes. Elles furent souvent fondées par un membre du clergé de l'Église d'Angleterre. La première fut fondée à Cornwall en 1804, elle reçurent ensuite une aide de l'État par des subventions foncières et un soutien monétaire. La formation d'un clergé anglican était considérée par les classes dirigeantes essentielle à la stabilité de la société. En 1780, une loterie fut créée par le gouvernement de la Nouvelle-Écosse pour ouvrir un high school à Halifax.

### Australie
En Australie, les grammar schools sont généralement des écoles, onéreuses, de l'Église anglicane d'Australie. Elles font partie des fédérations - privées - d'écoles Associated Public Schools of Victoria et Associated Grammar Schools of Victoria. Les établissements utilisant grammar dans leur raison sociale sont souvent les plus anciennes écoles anglicanes de leur région ; c'est ainsi le cas de Camberwell Grammar School (1886), Caulfield Grammar School (1881), Geelong Grammar School (1855) et Melbourne Grammar School (1858).
Les véritables équivalents des grammar schools anglaises sont les elective schools.

### Hong Kong
À Hong Kong, les grammar schools sont les établissements d'enseignement secondaire offrant un cursus traditionnel.

## Aux États-Unis
Aux États-Unis, le terme a souvent été employé comme synonyme d'elementary school, bien que son usage soit en déclin.